# Cejpomyces
Cejpomyces är ett släkte av svampar. Enligt Catalogue of Life ingår Cejpomyces i familjen Ceratobasidiaceae, ordningen Cantharellales, klassen Agaricomycetes, divisionen basidiesvampar och riket svampar, men enligt Dyntaxa är tillhörigheten istället familjen Ceratobasidiaceae, ordningen Ceratobasidiales, klassen Tremellomycetes, divisionen basidiesvampar och riket svampar.
|            | Rhizoctonia                                |
|            |                                            |
|            | Ceratorhiza                                |
|            |                                            |
|            | Scotomyces                                 |
|            |                                            |
|            | Ceratobasidium                             |
|            |                                            |
|            | Thanatephorus                              |
|            |                                            |
|            | Moniliopsis                                |
|            |                                            |
|            | Ceratoporia                                |
|            |                                            |
| Cejpomyces | \| \| Cejpomyces globosisporus \| \| \| \| |
|            | \| \| Cejpomyces globosisporus \| \| \| \| |
|            | Cejpomyces globosisporus                   |
|            |                                            |

|  | Cejpomyces globosisporus |
|  |                          |